# فیلیپ روسوله
فیلیپ روسوله (انگلیسی: Philippe Rousselet؛ زادهٔ ۷ ژوئیهٔ ۱۹۶۸) تهیه‌کننده فیلم فرانسوی است. او برای فیلم کودا (۲۰۲۱) برنده جایزه اسکار بهترین فیلم شد که بازسازی فیلم فرانسوی خانواده بلیه (۲۰۱۴) بود که تهیه‌کنندگی آن را هم خودش انجام داد.

## گزیده فیلم‌شناسی
- ارباب جنگ (۲۰۰۵)
- زنان طبقه ششم (۲۰۱۰)
- کد منبع (۲۰۱۱)
- لری کراون (۲۰۱۱)
- پاریس منهتن (۲۰۱۲)
- خانواده بلیه (۲۰۱۴)
- جشن ملی فرانسه (۲۰۱۶)
- چه بر سر دوشنبه آمده؟ (۲۰۱۷)
- رمی بی‌کس (۲۰۱۸)
- کودا (۲۰۲۱)